# Yi Gwang
Yi Gwang (Hangul: 이광, Hanja: 李洸, 1541-1607) est un commandant des forces coréennes de la période Joseon au cours des invasions japonaises de la Corée (1592–1598) menées par Toyotomi Hideyoshi à la fin du XVIe siècle. 
Yi est surtout connu pour sa participation à la bataille de Jeonju qui se tient en 1592, première année des invasions. Yi défait le commandant ennemi Kobayakawa Takakage lors d'une rencontre qui deviendra connue comme l'une des victoires terrestres les plus importantes des Coréens sur les Japonais de toute la guerre Imjin.

## Source de la traduction
- (en) Cet article est partiellement ou en totalité issu de l’article de Wikipédia en anglais intitulé « Yi Gwang » (voir la liste des auteurs).